# Khu vực sinh thái
Một khu vực sinh thái hay vùng địa sinh (tiếng Anh: ecozone) là cách phân chia bề mặt Trái Đất theo địa sinh. Trái Đất phân ra thành các vùng địa sinh dựa vào lịch sử và sự tiến hóa của thực vật và động vật.

## Đặc điểm
Vùng địa sinh gồm những vùng rộng lớn mà trong đó cây cỏ và động vật đã phát triển một cách cô lập, trong một thời gian dài. Các vùng này cách nhau bởi những ranh giới tự nhiên như đại dương, sa mạc bao la, hay những dãy núi cao, khiến cho cây cỏ và động vật ở vùng này không di cư qua một vùng khác được.
Vùng địa sinh được đặc trưng bởi cây cỏ và động vật trong vùng đó. Vùng địa sinh khác với quần xã sinh vật. Quần xã sinh vật được đặc trưng bởi cây cối tương tự và không coi trọng quá trình tiến hóa của thực vật và động vật. Một vùng địa sinh có thể bao gồm nhiều quần xã sinh vật. Chẳng hạn, rừng nhiệt đới Trung Mỹ dù là tương tự như rừng New Guinea nói về thực vật, nhưng hai rừng này có nhiều thực vật và sinh vật với quá trình tiến hóa rất khác nhau.

## Các khu vực sinh thái củaWWF
Một nhóm nhà sinh vật học được triệu tập bởi WWF đã chia Trái Đất ra làm 8 vùng địa sinh như sau:
| \| Khu vực sinh thái \| Khu vực \| Khu vực \| Ghi chú \| \| Khu vực sinh thái \| triệu kilomet vuông \| triệu dặm vuông \| Ghi chú \| \| ------------------ \| ------------------- \| --------------- \| --------------------------------------------------------------------------------------------------- \| \| Cổ Bắc Cực \| 54,1 \| 20,9 \| bao gồm phần lớn Lục địa Á-Âu và Bắc Phi \| \| Tân Bắc Cực \| 22,9 \| 8,8 \| hầu hết Bắc Mỹ \| \| Nhiệt đới châu Phi \| 22,1 \| 8,5 \| bao gồm Châu Phi hạ Sahara \| \| Tân nhiệt đới \| 19,0 \| 7,3 \| bao gồm Nam Mỹ, Trung Mỹ, và Vùng Caribe \| \| Australasia \| 7,6 \| 2,9 \| bao gồm Úc, New Guinea, New Zealand, và các đảo lân cận. Đường biên giới phía Bắc là Đường Wallace. \| \| Indomalaya \| 7,5 \| 2,9 \| gồm Tiểu lục địa Ấn Độ và Đông Nam Á \| \| Châu Đại Dương \| 1,0 \| 0,39 \| gồm Polynesia (trừ New Zealand), Micronesia, và Fiji \| \| Nam Cực \| 0,3 \| 0,12 \| gồm Châu Nam Cực. \| |                     |                 | |
| Khu vực sinh thái | Khu vực             | Khu vực         | Ghi chú                                                                                             |
| Khu vực sinh thái | triệu kilomet vuông | triệu dặm vuông | Ghi chú                                                                                             |
| Cổ Bắc Cực | 54,1                | 20,9            | bao gồm phần lớn Lục địa Á-Âu và Bắc Phi                                                            |
| Tân Bắc Cực | 22,9                | 8,8             | hầu hết Bắc Mỹ                                                                                      |
| Nhiệt đới châu Phi | 22,1                | 8,5             | bao gồm Châu Phi hạ Sahara                                                                          |
| Tân nhiệt đới | 19,0                | 7,3             | bao gồm Nam Mỹ, Trung Mỹ, và Vùng Caribe                                                            |
| Australasia | 7,6                 | 2,9             | bao gồm Úc, New Guinea, New Zealand, và các đảo lân cận. Đường biên giới phía Bắc là Đường Wallace. |
| Indomalaya | 7,5                 | 2,9             | gồm Tiểu lục địa Ấn Độ và Đông Nam Á                                                                |
| Châu Đại Dương | 1,0                 | 0,39            | gồm Polynesia (trừ New Zealand), Micronesia, và Fiji                                                |
| Nam Cực | 0,3                 | 0,12            | gồm Châu Nam Cực.                                                                                   |

## Các vùng sinh thái
Xem chi tiết tại bài vùng sinh thái
Dự án WWF tiếp tục phân chia nhỏ các khu vực sinh thái thành các vùng sinh thái theo định nghĩa "cụm địa lý thuộc vùng sinh thái có thể mở rộng vài loại môi trường sống, nhưng có mối quan hệ sinh địa học mạnh mẽ, đặc biệt ở các mức phân loại cao hơn mức phân loại loài (chi, họ)". Các vùng sinh thái WWF trên thế giới như sau:
- Nhiệt đới châu Phi
- Nam Cực
- Australasia
  - Úc
  - Nouvelle-Calédonie
  - New Guinea và Quần đảo Đông Melanesia
  - New Zealand
  - Wallacea
- Indomalaya
  - Tiểu lục địa Ấn Độ
  - Đông Dương
  - Thềm Sunda và Philippines
  - Wallacea
- Tân Bắc Cực
  - Khiên Canada
  - Đông Bắc Mỹ
  - Bắc Mexico
  - Tây Bắc Mỹ
- Tân nhiệt đới
  - Rừng mưa Amazon
  - Caribe
  - Trung Mỹ
  - Trung Andes
  - Brasil
  - Everglades
  - Andes
  - Orinoco
  - Nam Nam Mỹ
- Châu Đại Dương
  - Micronesia
  - Polynesia
- Cổ Bắc Cực
  - Châu Á
    - Đông Á phía bắc dãy núi Himalaya tới Vùng Bắc Cực
      - Himalaya
      - Đồng cỏ Cao nguyên Thanh Tạng
      - Cao nguyên Vân Quý
      - Đông Bắc Á
      - Viễn Đông Nga

    - Trung Á - Sơn nguyên Iran về phía bắc tới vùng Bắc cực.
      - Vùng sinh học châu Á ôn đới
      - Cao nguyên Mông Cổ
      - Thảo nguyên Á Âu
      - Phần châu Á của Nga (trung tâm)
        - Khu vực Siberi-châu Á

    - Tây Nam Á
      - Sa mạc Ả Rập
      - Cận Đông
      - Tiểu Á
      - Transkavkaz

  - Bắc Phi
    - Sa mạc duyên hải Đại Tây Dương
    - Sa mạc Sahara
    - Maghreb Địa Trung Hải
    - Dãy núi Atlas

  - Châu Âu (các khu vực sinh học Bắc, Trung, Đông, Tây Nam và Đông Nam châu Âu) - Địa Trung Hải tới vùng Bắc cực.
    - Bồn địa Địa Trung Hải châu Âu
    - Bán đảo Iberia
    - Bắc Kavkaz
    - Anpơ
    - Dãy núi Karpat
    - Scandinavia
    - Phần châu Âu của Nga
    - Khu vực Siberi-châu Âu

  - Macaronesia